# Hidaka
Hidaka (japonsky:日高市 Hidaka-ši) je japonské město. Leží v prefektuře Saitama a v únoru 2016 měl okolo 55 tisíc obyvatel. Město se zaměřuje především na zemědělskou výrobu. Ve městě je specializovaná vysoká škola. Město je významným dopravním uzlem mezi Tokiem a východem ostrova Honšú.

## Partnerská města
- Osan, Jižní Korea (1996)